# Adam Christian Gaspari

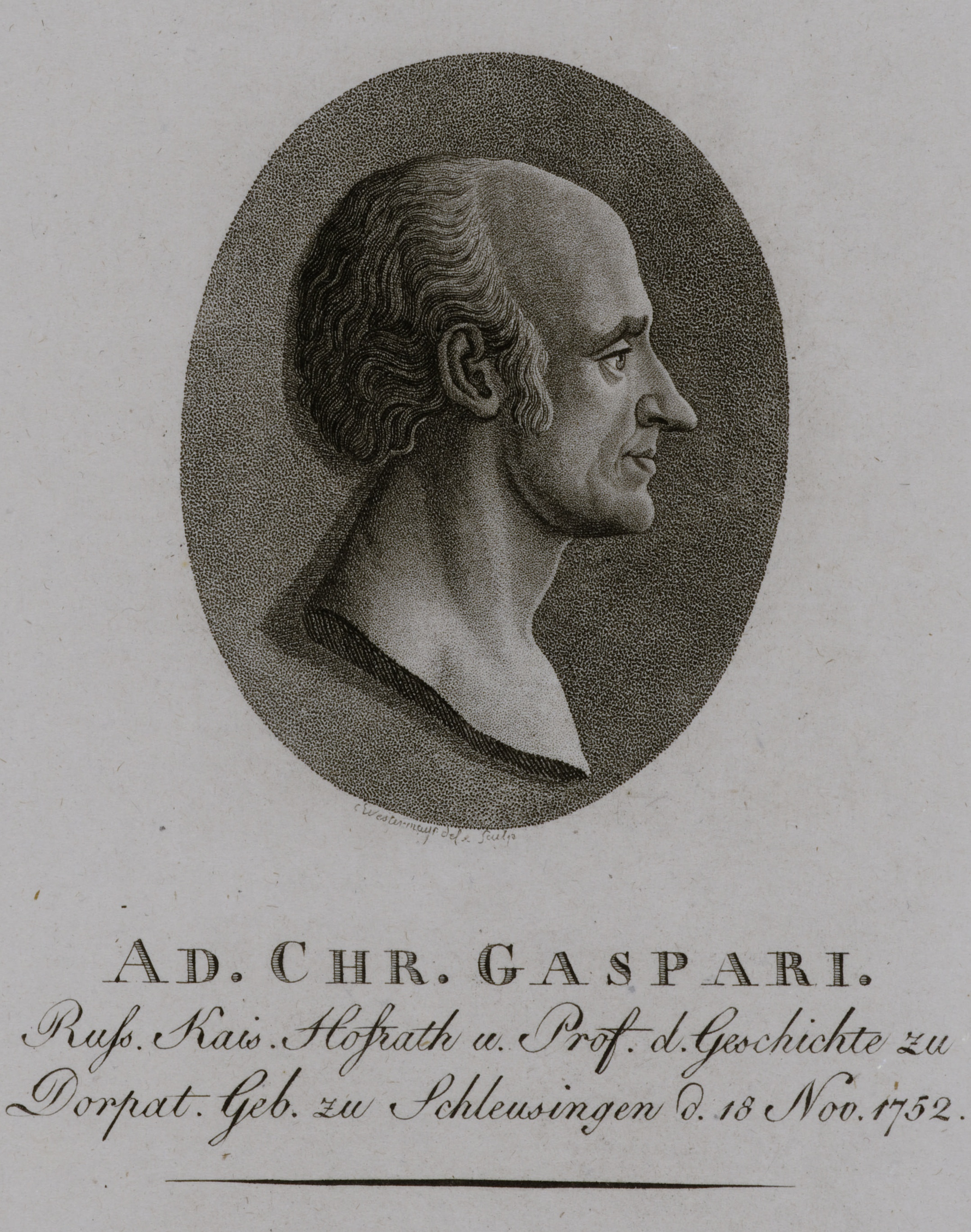
Adam Christian Gaspari
(Kupferstich von Conrad Westermayr, 1804)

Adam Christian Gaspari (* 18. November 1752 in Schleusingen; † 27. Mai 1830 in Königsberg (Preußen)) war ein deutscher Geograph.

## Leben
Adam Christian Gaspari war ab 1795 außerordentlicher Professor der Philosophie an der Universität Jena, ab 1797 Professor am Gymnasium zu Oldenburg, ab 1803 Professor der Geschichte, Geographie und Statistik an der Kaiserlichen Universität Dorpat und ab 1810 ordentlicher Professor der Geographie und Statistik an der Universität Königsberg. In der Zeit der preußischen Bildungsreform war er ab 1810 zeitweise Mitglied  der Wissenschaftlichen Deputation, die das Bildungswesen im Sinne des Neuhumanismus umgestalten sollte. Gaspari war Mitherausgeber der Allgemeine Geographische Ephemeriden.
Gaspari war Freimaurer und von 1814 bis 1821 Mitglied der Königsberger Loge Zum Phoenix.

## Schriften
- Versuch über das politische Gleichgewicht der europäischen Staaten. Hamburg 1790
- Über den methodischen Unterricht in der Geographie und die zweckmässigen Hilfsmittel dazu. Weimar 1791.
- Adam Christian Gaspari, Professors zu Jena, vollstaendiges Handbuch der neuesten Erdbeschreibung. Bd. 1, Erster Band, welcher die allgemeine Einleitung, und einen Theil von Deutschland enthaelt. Weimar: Verl. des Industrie-Comptoirs, 1797.
- Neuer methodischer Schul-Atlas / Adam Christian Gaspari; Franz Ludwig Güssefeld. Weimar 1799.
- General-Karte, zugleich Postkarte, von den sämtlichen Königlich Preussischen Staaten 1802 / Daniel Friedrich Sotzmann; Adam Christian Gaspari; Wolfgang Scharfe.
- Der Französisch-Russische Entschädigungs-Plan : mit historischen, geographischen und statistischen Erläuterungen und e. Vergleichungs-Tafel. Regensburg 1802 (Digitalisat).
- Der Deputations-Recess. Hamburg: Perthes, 1803 (Nachdruck Hildesheim 2003: Becker, H.-J. [Hrsg.]: Adam Christian Gaspari, Der Deputations-Receß, mit historisch-geographischen und statistischen Erläuterungen und einer Vergleichungstafel, Nachdruck der Ausgabe Hamburg 1803, mit einem Vorwort von Hans-Jürgen Becker).
- Lehrbuch der Erdbeschreibung : zur Erläuterung des neuen methodischen Schulatlasses. Dritte verbesserte Auflage 1796 (Digitalisat),  11., nach den neuesten Veränderungen ... zum Theil veränd. Ausg. Weimar: Verl. des Geograph. Inst., 1811.